# Bihucourt
Bihucourt ist eine französische Gemeinde im Département Pas-de-Calais in der Region Hauts-de-France. Sie gehört zum Kanton Bapaume im Arrondissement Arras und zum Gemeindeverband Sud-Artois. 

## Lage
Die Gemeinde Bihucourt liegt am Südostrand des Artois, 15 Kilometer südlich von Arras. Sie grenzt im Norden an Gomiécourt, im Osten an Béhagnies und Biefvillers-lès-Bapaume, im Süden an Grévillers, im Südwesten an Achiet-le-Petit (Berührungspunkt) und im Westen an Achiet-le-Grand.

## Bevölkerungsentwicklung
| Jahr                       | 1962 | 1968 | 1975 | 1982 | 1990 | 1999 | 2006 | 2013 | 2022 |
| -------------------------- | ---- | ---- | ---- | ---- | ---- | ---- | ---- | ---- | ---- |
| Einwohner                  | 328  | 328  | 262  | 289  | 307  | 305  | 351  | 350  | 310  |
| Quellen: Cassini und INSEE |      |      |      |      |      |      |      |      |      |

## Sehenswürdigkeiten
- Kirche Saint-Vaast, nach dem Ersten Weltkrieg rekonstruiert

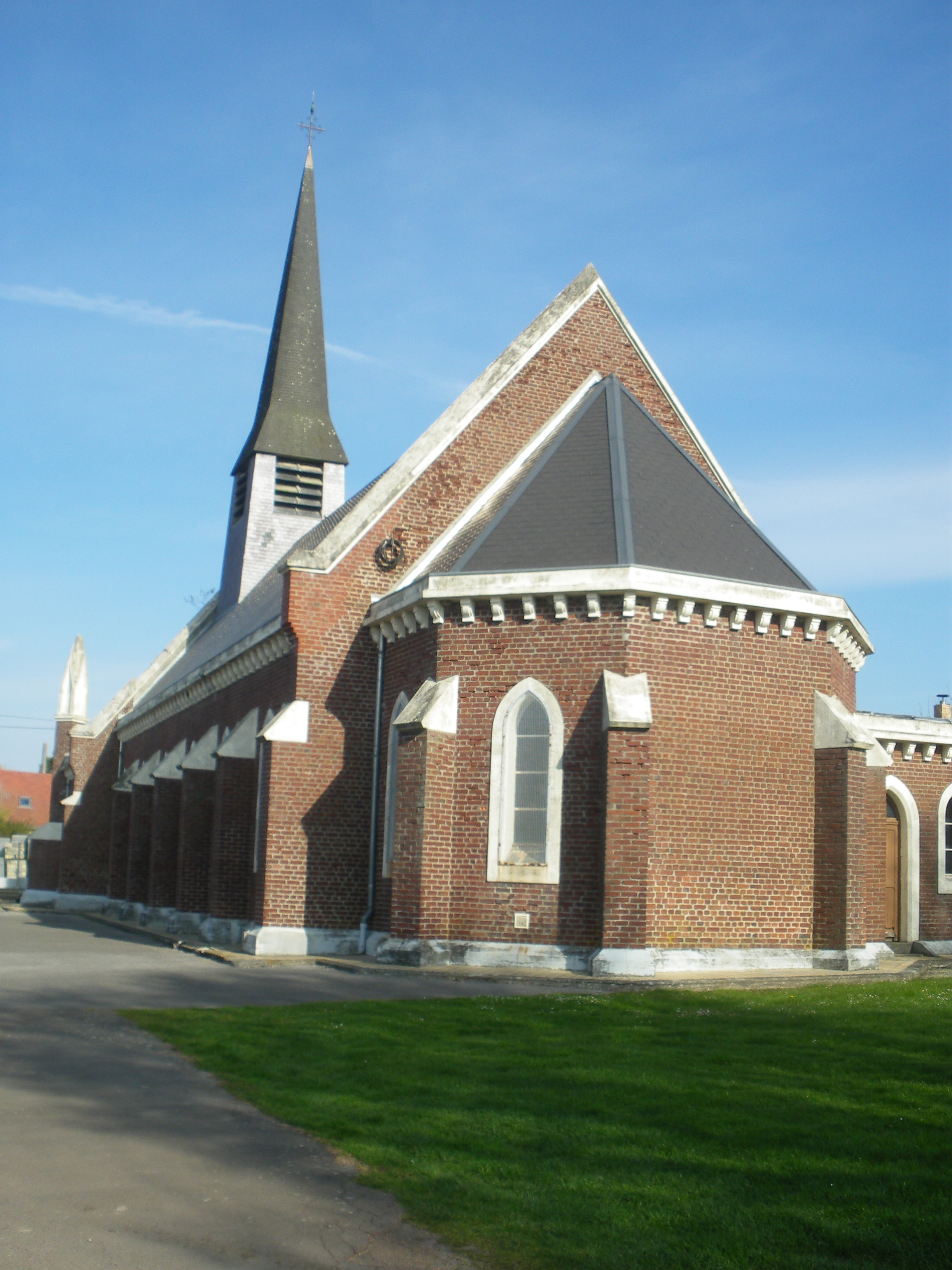
Kirche Saint-Vaast

## Tornado
Am 23. Oktober 2022 wurde die Ortschaft Bihucourt von einem starken Tornado getroffen, dabei wurden 80 % der Gebäude von Bihucourt schwer beschädigt. 200 Einwohner sollen Presseberichten zufolge ihre Wohnung verloren haben.